# Kaamapatvärri
Kaamapatvärri är en kulle i Finland. Den ligger i Utsjoki kommun och landskapet Lappland, i den norra delen av landet, 1 000 km norr om huvudstaden Helsingfors. Toppen på Kaamapatvärri är 320 meter över havet. Kaamapatvärri ingår i Paistunturit.
Terrängen runt Kaamapatvärri är platt österut, men västerut är den kuperad. Terrängen runt Kaamapatvärri sluttar söderut.  Trakten runt Kaamapatvärri är nära nog obefolkad, med mindre än två invånare per kvadratkilometer. Närmaste större samhälle är Karigasniemi, 12,6 km väster om Kaamapatvärri. Omgivningarna runt Kaamapatvärri är i huvudsak ett öppet busklandskap.